# 문수동 (평양)
문수동(紋繡洞, Munsu-dong)은 평양시 대동강구역에 있는 행정동이다.

## 지명
지명의 유래는 미상이나, 1972년에 문수 1동 (紋繡 1洞), 문수 2동 (紋繡 2洞), 문수 3동 (紋繡 3洞)으로 분리되었다. 같은 구역의 청류동의 문수물놀이장의 이름이 여기에서 유래되었다. 평양의 주요 거리 중 하나인 문수거리 또한 이곳에서 유래된 것이다.

## 개요
대동강구역의 중심부에 위치하며, 문흥동과 더불어 북한과 수교한 외교 공관 및 국제기구 사무소들이 밀집되어 있는 곳이다. 이곳을 외교단지 또는 외국공관단지라고 부른다.

## 공관

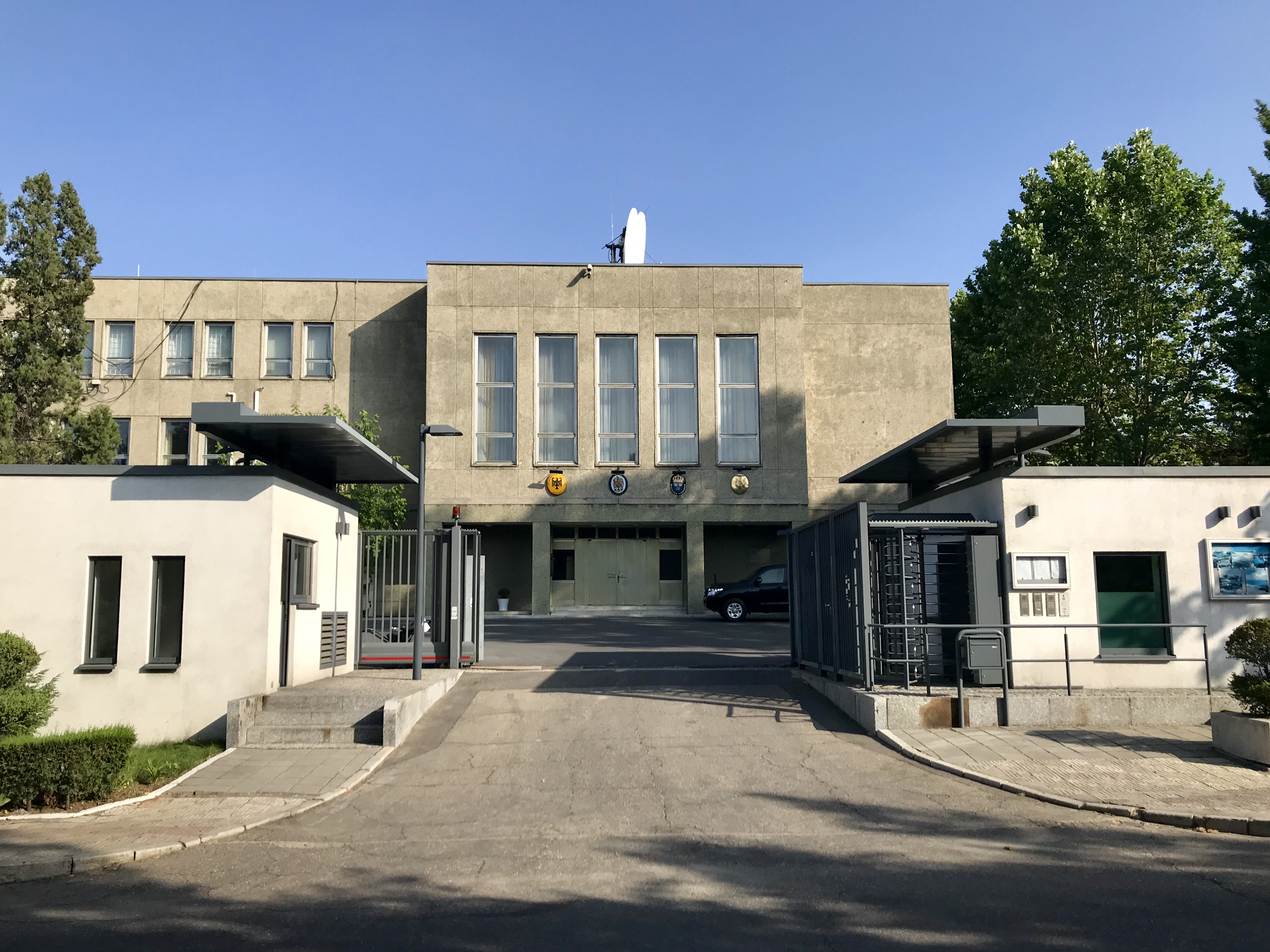
외교공관 단지

- 외교공관 단지주조 나이지리아 대사관[3]
- 주조 독일 대사관[4]
- 주조 브라질 대사관[5]
- 주조 스웨덴 대사관[6]
- 주조 영국 대사관[7]
- 주조 인도 대사관[8]
- 주조 인도네시아 대사관[9]
- 주조 체코 대사관[10]
- 주조 캄보디아 대사관[11]
- 주조 쿠바 대사관[12]
- 주조 프랑스 문화협력사무소[13][14]
- UNICEF 북한사무소

## 교육
- 평양의학대학

## 의료
- 평양 외국인 병원

## 교통
- 탑제거리

## 시설
- 국가과학원 생물공학분원